# Dasha Hu
Dasha Hu är en sjö i Kina. Den ligger i provinsen Jiangxi, i den sydöstra delen av landet, omkring 74 kilometer sydväst om provinshuvudstaden Nanchang. Dasha Hu ligger 28 meter över havet. Trakten runt Dasha Hu består till största delen av jordbruksmark.
Genomsnittlig årsnederbörd är 2 190 millimeter. Den regnigaste månaden är juni, med i genomsnitt 367 mm nederbörd, och den torraste är oktober, med 28 mm nederbörd.